# Centrum Wyszkolenia Saperów
Centrum Wyszkolenia Saperów (CWSap.) – ośrodek szkolenia żołnierzy zawodowych i rezerwy saperów Wojska Polskiego II RP.

## Geneza Centrum
Jednym z pierwszych polskich ośrodków wojskowych kształcących saperów była Szkoła Podchorążych Inżynierii (SPlnż) wchodząca w skład Armii Polskiej we Francji gen. Józefa Hallera. Została ona utworzona w czerwcu 1918 i funkcjonowała w miejscowości Mûrs-Erigné położonej 11 km na południe od Angers. Następnie wraz z całą Armią przybyła do kraju, gdzie kontynuowała swoją działalność.
W Polsce pierwszym ośrodkiem kształcenia kadr wojsk technicznych była Szkoła Podoficerów Saperów - Instruktorów, która powstała 19 maja 1919 w Warszawie na Powązkach. Wkrótce naczelne władze wojskowe postanowiły scentralizować dotychczasowe ośrodki szkolnictwa wojskowo-technicznego w ramach jednej struktury. W rezultacie 5 września 1919 doszło do powołania Obozu Szkolnego Saperów, przemianowanego 24 września 1919 na Kościuszkowski Obóz Szkolny Saperów w wyniku połączenia obu dotychczasowych ośrodków szkoleniowych. W jego ramach działały: Szkoła Podchorążych Saperów wystawiająca Kompanię Podchorążych Saperów, Szkoła Podchorążych Rezerwy Saperów oraz kurs doszkalania oficerów i młodszych saperów, kurs fortyfikacji dla inżynierów cywilnych i kurs doszkalania oficerów sztabowych saperów.
Szkoła Podchorążych Saperów zaczęła funkcjonować od 28 września 1919. Jej słuchaczami byli podoficerowie wojsk saperskich wytypowani przez swoich dowódców i mający ukończone 6 klas szkoły powszechnej. W pierwszej kolejności przyjmowano kandydatów, którzy pełnili służbę w oddziałach liniowych (na froncie) przynajmniej przez 3 miesiące, a także rekrutów lub ochotników w wieku 18-27 lat posiadających maturę oraz słuchaczy wyższych szkół technicznych. Pierwszym Komendantem Szkoły był ppłk Jerzy Solecki, następnie ppłk Otton Berezowski (jednocześnie Komendant KOSS), a od września 1920 do października 1921 por. Jan Guderski. Działała ona do maja 1922.
Od 1920 w ramach KOSS organizowane były także zajęcia praktyczne Oficerskiej Szkoły Podchorążych Inżynierii. Jej słuchaczami byli absolwenci 1-rocznej Szkoły Podchorążych Piechoty. W ramach 3-letniego cyklu szkolenia odbywały się 3-miesięczne ćwiczenia praktyczne.
15 lipca 1926 Kościuszkowski Obóz Szkolny Saperów został przekształcony w Batalion Szkolny Saperów (BSSap.). Jego nową siedzibą stał się Modlin. Jego dowódcą przez cały okres działalności był ppłk Stanisław Arczyński. Było to spowodowane zmniejszonym zapotrzebowaniem na specjalistów saperów wskutek intensywnym szkoleniem kadr inżynieryjnych w ramach KOSS, utworzeniem w 1923 w Warszawie Oficerskiej Szkoły Inżynierii oraz organizowaniem szkoleń podoficerów saperów na 3-6 tygodniowych kursach przy poszczególnych związkach taktycznych. BSSap. składał się on z Dowództwa, dwóch kompanii Szkoły Podchorążych Rezerwy Saperów, kompanii Doskonalenia Podoficerów Zawodowych i kompanii doświadczalnej.

## Dzieje Centrum
W wyniku centralizacji szkolnictwa wojskowego, które grupowano w tzw. centra wyszkolenia, w dniu 1 sierpnia 1929 zostało utworzone Centrum Wyszkolenia Saperów (CWSap.) w Modlinie poprzez połączenie Batalionu Szkolnego Saperów i Batalionu Szkolnego Saperów Kolejowych, z wykorzystaniem ich kadry instruktorskiej i bazy szkoleniowej. Centrum prowadziło szkolenia kadr dla wojsk kolejowych, podchorążych rezerwy saperów, oficerów i podoficerów zawodowych piechoty i kawalerii oraz dowódców szwadronów i plutonów pionierów w zakresie inżynieryjnego zabezpieczenia pola walki.
Po wybuchu wojny obronnej 1939, na bazie Centrum w alarmie sformowany 60 Batalion Saperów pod dowództwem majora Franciszka Niepokólczyckiego dla Armii „Modlin”, a także plmost. 4-tonowy, Szefostwo Fortyfikacji „Modlin”, dwa Dowództwa Grup Fortyfikacyjnych dla armii „Modlin” i jedno dla armii „Pomorze” i kompanię wartowniczą. Pododdziały te walczyły do końca września 1939 W I rzucie mobilizacji powszechnej sformowano Obóz Rozdzielczy Jeńców.
Z pozostałej kadry Centrum zorganizowano zbiorczy batalion w składzie trzech kompanii oraz pododdziałów zabezpieczających, na czele którego stanął mjr Wacław Plewako. Ewakuował się on z Modlina na wschód. Miał on przejść do rejonu Sarn na Wołyniu, gdzie planowano nadal szkolić posiadane stany osobowe.
Z batalionu wydzieliła się grupa składająca się z 25 oficerów, 50 podoficerów, taboru kolejowego i samochodowego wraz z rodzinami wojskowych, którą dowodził Komendant CWSap. płk Eustachy Górczyński. Udała się ona na rekonesans, docierając na południe od Kowla. Jednak po 17 września kontakt z nią urwał się.
W tej sytuacji reszta batalionu wycofała się w kierunku na Chełm, a później na południe w rejon Fajsławic. Wobec zacieśniającego się okrążenia niemieckiego i sowieckiego, mjr W. Plewako postanowił przedostać na Węgry. W rejonie lasów koło Janowa Lubelskiego batalion zbiorczy CWSap. dołączył do resztek zgrupowania 33. Dywizji Piechoty Rezerwowej, dowodzonej przez płk dypl. Tadeusza Zieleniewskiego. Po szeregu zwycięskich potyczek z Niemcami, polskie oddziały dotarły do linii Sanu. Jednakże w wyniku poniesionych ciężkich strat oraz okrążenia przez Niemców i wojska sowieckie zgodnie z rozkazem płk. T. Zieleniewskiego 1 października 1939 wszystkie oddziały, w tym batalion CWSap., złożyły broń.

## Struktura organizacyjna Centrum
Do 1934 CWSap. podlegało bezpośrednio II wiceministrowi spraw wojskowych, a od 1935 Dowódcy Saperów Ministerstwa Spraw Wojskowych. Ogółem w okresie swojej działalności CWSap. liczyło ok. 45 oficerów, do 300 szeregowców oraz ok. 22 pracowników cywilnych. Komendantami CWSap. byli: płk. Maksymilian Hajkowicz (1929-1938) i płk Eustachy Górczyński (1938–1939).
W skład Centrum wchodziła przede wszystkim Szkoła Podchorążych Rezerwy Saperów (SPRez.Sap.) powstała w 1922 przy Oficerskiej Szkole Inżynierii. W latach dwudziestych w SPRez.Sap. szkolono rezerwistów saperów kolejowych. Szkolenie w niej trwało 10 miesięcy. Rozpoczynało się 15 września, a kończyło egzaminem i odbyciem 6-tygodniowej praktyki w jednostkach wojsk inżynieryjnych. Nauka dotyczyła głównie przedmiotów specjalistycznych, jak: miernictwo, fortyfikacje, urządzenie i utrzymanie przepraw, maskowanie. Wskutek coraz większej motoryzacji Wojska Polskiego na przełomie lat 1930/1931 w nauczaniu Szkoła Podchorążych Rezerwy pojawiły się także takie elementy, a do Szkoły zaczęli trafiać przede wszystkim absolwenci wyższych szkół technicznych, wyjątkowo tylko prymusi szkół średnich. Przyjmowano tylko kandydatów narodowości polskiej. Corocznie Szkoła Podchorążych Rezerwy opuszczało 200-250 podchorążych rezerwy wojsk inżynieryjnych oraz 80-120 przeszkolonych na kursach specjalistycznych oficerów i podchorążych różnych broni i służb. 
Od 1938 w CWSap. działała także Szkoła Podoficerów Saperów dla małoletnich. Przygotowywała ona kandydatów na podoficerów zawodowych wojsk inżynieryjnych. Szkolenie małoletnich uwzględniało: podstawy szkolenia ogólnowojskowego, wyszkolenie techniczne z zakresu szkoły podoficerskiej oraz uzupełnienie wykształcenia z wiedzy ogólnej. Pierwsi absolwenci tej szkoły opuścili jej mury w 1939 i otrzymali przydział do oddziałów saperskich. Kształcenie słuchaczy II rocznika zostało przerwane 1 września 1939, a po rozpoczęciu wojny zostali oni przydzieleni do jednostek wojskowych.
W CWSap. przez cały okres działalności, oprócz szkolenia kadr inżynieryjnych, były również prowadzone prace naukowe i badania doświadczalne dotyczące współdziałania broni głównych i służb, przede wszystkim broni połączonych, w zakresie inżynieryjnego zabezpieczenia działań bojowych. Zadania te należały do etatowej Komisji Doświadczalnej, a całokształt przedsięwzięć doświadczalnych zabezpieczała kompania ćwiczebna (kompania zmotoryzowana saperów).
Przed wybuchem wojny w Centrum funkcjonowały następujące kursy specjalistyczne: 
- kurs techniczny (saperski) dla oficerów do kapitana włącznie przed kursem unifikacyjnym (doskonalenia) w Centrum,
- kursy pionierskie dla oficerów piechoty, w tym kursy doskonalenia dla dowódców samodzielnych plutonów pionierów w piechocie i kawalerii,
- kursy dowódców kompanii wojsk inżynieryjnych.

Organizacja pokojowa Centrum w marcu 1939
- Komenda Centrum,
- Batalion Podchorążych Rezerwy Saperów,
- Kompania Kursów Oficerów i Podoficerów Zawodowych,
- Kompania Kursów Specjalnych,
- Doświadczalna Kompania Zmotoryzowana,
- Kompania Szkoły Podoficerów Saperów dla Małoletnich[1].

## CWSap. na obczyźnie
We Francji zorganizowano polski kurs inżynieryjny przy francuskim Ośrodku Wyszkolenia Saperów w Thouars oraz Centrum Wyszkolenia Saperów w miejscowości Les Ponts-de-Cé koło Angers. 21 czerwca 1940 żołnierze Centrum zostali zaokrętowani na transatlantyku „Batory”, a następnego dnia wypłynęli z redy portu Saint-Jean-de-Luz. 23 czerwca 1940 „Batory” zawinął do portu wojennego w Plymouth, a następnego dnia żołnierze zostali wyokrętowani. 25 czerwca 1940 żołnierze Centrum zostali przetransportowani koleją do Haydock i umieszczeni na obozie biwakowym na polach wyścigów konnych Haydock Park Racecourse. 30 czerwca 1940 z żołnierzy Centrum został utworzony Batalion Manewrowy Saperów. Dowództwo batalionu objął dotychczasowy komendant Centrum, podpułkownik Ludwik Turulski, dowódca kompanii szkolnej mjr Kazimierz Łukaszewicz, a od lutego 1940 kpt. Władysław Pogorzelski.
W 1940 na terenie Szkocji powstało przy Zgrupowaniu Saperów w obozie WP w Crafford Biuro Badań Technicznych Saperów. W grudniu 1941 zostało utworzone Centrum Wyszkolenia Saperów w Dundee (w późniejszym okresie przeniesione do Falkirk, a następnie do Irvine), którego komendantem został płk Marian Zarzycki.

## Kadra i słuchacze
Komendanci
- ppłk sap. Maksymilian Hajkowicz (VIII 1929[4] – 1938)
- płk sap. Eustachy Górczyński (1938–1939)

Dyrektorzy nauk
- mjr sap. Karol Czarnecki (VIII 1929[4])
- mjr sap. Arkadiusz Kazimierz Balcewicz (IV 1933[5] – 1936 → dowódca 7 bsap)
- mjr sap. Karol Czarnecki (1936 - IV 1938 → Rezerwa personalna oficerów Inspektoratu Saperów)
- ppłk sap. Leon Mecugoff (IV 1938 - VII 1939 → dowódca saperów Grupy Operacyjnej „Bielsko”)
- mjr sap. Wacław Plewako (VII - IX 1939)

Dowódcy batalionu podchorążych
- mjr Stanisław Perko (1929-1930 → zastępca dowódcy 7 bsap)
- mjr Stefan Zagórski (1930-1932)
- mjr Marian Zarzycki (1933 - 1936)
- mjr Eugeniusz Szubert (1937 - 1939)

Kadra
- kpt. Stanisław Sośnicki
- por. Paweł Sulmicki vel Paweł Szynkaruk

Słuchacze
- kpt. dypl. Jan Wojciech Kiwerski
- kpt./ppłk Maciej Kalenkiewicz
- kpt. Mieczysław Kurkowski
- kpt./mjr Jerzy Antoni Lewiński

## Obsada personalna w marcu 1939
Obsada personalna CWSap. w marcu 1939
Komenda Centrum
- komendant – płk sap. Eustachy Górczyński
- adiutant – por. Mieczysław Sztanc †1940 Charków[6]
- naczelny lekarz – kpt. lek. dr Wincenty Piechalski[a] (od VI 1933[9])
- dyrektor nauk – ppłk sap. Leon Mecugoff
- wykładowca – mjr sap. Franciszek Niepokólczycki
- wykładowca – kpt. sap. Edward Jędrzejewski
- wykładowca – kpt. sap. Michał Knapik
- wykładowca – kpt. sap. Eugeniusz II Żenczykiewicz
- wykładowca – kpt. sap. inż. Stanisław IX Dąbrowski
- wykładowca – por. sap. Eugeniusz Pietraszewski
- zastępca komendanta ds. gospodarczych – kpt. adm. (br. panc.) Leonard Jan Feiner
- oficer ewidencji personalnej – por. sap. Henryk Fuks
- oficer administracyjno-materiałowy – por. sap. Władysław Stępień
- oficer żywnościowy – chor. sap. Józef Śniady
- oficer gospodarczy – por. int. Antoni Sławski
- dowódca kompanii gospodarczej – ppor. rez. pdsc Kazimierz Czyżewski
- komendant parku – kpt. sap. Marian Wawrzynkowski
- oficer parku – por. sap. Czesław Sawicki
- oficer parku – chor. Franciszek Muszyński

Na kursach przebywało ośmiu oficerów:
- kpt. sap. Józef Koleśnik
- por. sap. Zdzisław Stanisław Castellaz
- por. sap. Józef Gilewski
- por. sap. Bolesław Marian Krajewski
- por. sap. Zdzisław Janusz Marek
- por. sap. Adam Wawrzyniec Motykiewicz
- por. sap. Franciszek Władysław Unterberger
- por. sap. Antoni Józef Wroński

Batalion Podchorążych Rezerwy Saperów
- dowódca batalionu – mjr sap. Wacław Plewako
- dowódca 1 kompanii – kpt. sap. Alfons Cywiński
- dowódca plutonu – por. sap. Witold Kwiatkowski
- dowódca plutonu – por. sap. Ryszard Marian Peisker
- dowódca plutonu – ppor. sap. Kazimierz Jan Buss
- dowódca plutonu – wakat
- dowódca 2 kompanii – kpt. sap. Edward Brudnicki
- dowódca plutonu – por. sap. Jan Kajus Zygmunt Andrzejewski
- dowódca plutonu – por. sap. Genadiusz Szmidt
- dowódca plutonu – ppor. sap. Władysław Sylwester Szewczyk
- dowódca plutonu – chor. Wojciech Kalandyk
- dowódca 3 kompanii – kpt. sap. Mieczysław Lutomski
- dowódca plutonu – por. sap. Michał Bucza
- dowódca plutonu – por. sap. Czesław Tytus Kosmatko
- dowódca plutonu – por. sap. Władysław Rożniecki
- dowódca 4 kompanii – kpt. piech. Marian Lubaska
- dowódca plutonu – kpt. piech. Jan Teodor Strożak
- dowódca plutonu – por. piech. Henryk Mizikowski †1940 Charków[10]

Kompania Kursów Oficerów i Podoficerów Zawodowych
- dowódca kompanii – mjr sap. Maksymilian Orłowski
- instruktor – por. sap. Józef Beżański
- instruktor – por. sap. Piotr Tadeusz Cesarz
- instruktor – por. sap. Henryk Fuks
- instruktor – por. sap. Marian Stanisław Wawrzyńczak
- instruktor – por. rez. pdsc Jan Józef Wojciechowski

Kompania Kursów Specjalnych
- dowódca kompanii – kpt. sap. Wiktor Kontkowski
- dowódca plutonu – por. sap. Mieczysław Marian Normark
- dowódca plutonu – por. sap. Stanisław Piela
- dowódca plutonu – chor. sap. Stanisław Kuliberda

Doświadczalna Kompania Zmotoryzowana
- dowódca kompanii – kpt. dypl. sap. Bolesław Barański
- dowódca plutonu – por. sap. Wacław Łużyński
- dowódca plutonu – por. sap. Tadeusz Rykowski
- dowódca plutonu – chor. sap. Antoni Ciechanowski

Kompania Szkoły Podoficerów Saperów dla Małoletnich
- dowódca kompanii – kpt. sap. Józef Salecki
- dowódca plutonu – por. sap. Stanisław Piela
- dowódca plutonu – ppor. sap. Witold Edward Dąbkowski
- dowódca plutonu – chor. sap. Stanisław Kuliberda

## Odznaka pamiątkowa
Krzyż o ramionach w kształcie wydłużonych bastionów z siedmioma promieniami między nimi. Ramiona krzyża emaliowane: wewnątrz białe,  wzdłuż krawędzi w barwach saperskich - czarne i szkarłatne (różne odcienie: np. czerwonobrązowe, czerwone). W środku krzyża okrągła, emaliowana tarczka z białym orłem na szkarłatnym (czerwonym) tle w żółtym obramowaniu z napisem: „Centrum 1929 Wyszkolenia Saperów”. 
Istnieją trzy odmiany odznaki Centrum Wyszkolenia Saperów: - pierwsza - zgodna z regulaminem odznaki (wymiary: 47 x 47 mm), - druga - orzeł biało emaliowany na pionowo prążkowanym tle bez czerwonej emalii, napis na czarnym emaliowanym tle, (wymiary: 49 x 49 mm), - trzecia - orzeł biało emaliowany na szkarłatnym (czerwonym) tle, napis na gładkim, złotawym tle bez emalii. Cały krzyż złoty, promienie srebrne (wymiary: 48 x 47 mm). Odznaka jednoczęściowa.